# 윌리 비미쉬의 모험
《윌리 비미쉬의 모험》(The Adventures of Willy Beamish)은 다이나믹스에서 개발하여 시에라 온라인에서 1991년 1월 발매한 어드벤처 게임이다. 플레이어는 9살 초등학생 윌리 비미쉬를 플레이 하며 여러 가지 선택을 해나가며 스토리를 진행한다. 이 게임은 한편의 만화영화를 보는 듯한 그래픽을 사용한 것이 특징이다. 본 게임은 흥행에 성공하여, 당시 가장 인기있는 작품 중 하나로 기록되었다.

## 평가
| 평가                                               |      |
| -------------------------------------------------- | ---- |
| 평론 점수 평론사 점수 어드벤처 게이머즈 (PC) [ 2 ] |      |
| 평론 점수                                          |      |
| 평론사                                             | 점수 |
| 어드벤처 게이머즈                                  | (PC) |